# Alexander Eig
Alexander Eig (hebreiska: אלכסנדר איג; belarusiska: Аляксандр Эйг), född 1894 i Homel, dåvarande Kejsardömet Ryssland, död 30 juli 1938 i Jerusalem, dåvarande Brittiska Palestinamandatet, var en israelisk botaniker.
Auktorsnamnet Eig kan användas för Alexander Eig i samband med ett vetenskapligt namn inom botaniken; se Wikipediaartiklar som länkar till auktorsnamnet.